# فرودگاه صحرایی ارتشی گادمن
فرودگاه صحرایی ارتشی گادمن (به انگلیسی: Godman Army Airfield) یک فرودگاه نظامی با کد یاتا FTK است که یک باند فرود آسفالت دارد و طول باند آن ۵۷۹ متر است. این فرودگاه در کشور ایالات متحده آمریکا قرار دارد و در ارتفاع ۲۳۰ متری از سطح دریا واقع شده‌است.